# Brigitte Auber
Pour les articles homonymes, voir Auber.
Ne doit pas être confondu avec Brigitte Aubert.
Brigitte Auber est une actrice française, née le 27 avril 1925 à Paris 14e.
Elle est une des rares actrices françaises, avec Dany Robin et Claude Jade, à avoir été dirigée par Alfred Hitchcock.

## Biographie

### Jeunesse
Brigitte Auber naît sous le nom de Brigitte Marie Claire Cahen de Labzac le 27 avril 1925 à Paris. Elle est la fille de l'homme de lettres Robert Cahen, dit « Robert de Labzac ».

### Carrière
Sa carrière cinématographique débute en 1946 avec Antoine et Antoinette de Jacques Becker. Elle est l'héroïne de Rendez-vous de juillet et tourne notamment sous la direction d'Alfred Hitchcock dans La Main au collet, aux côtés de Cary Grant et de Grace Kelly. Elle devait tenir le rôle principal de Mais qui a tué Harry ?, mais Hitchcock le donne finalement à une débutante, Shirley MacLaine.
Lorsqu'elle joue pour la saga télévisée Mauregard en 1969, elle reprend le rôle de Françoise, vieillie de 20 ans, qui avait été interprétée dans un épisode précédent par Claude Jade, l'autre actrice hitchcockienne qui a tourné Topaz en parallèle avec Hitchcock. 
En 1971, Brigitte Auber est l'une des signataires du Manifeste des 343, revendiquant le droit d'avorter.
Elle est l'actrice française en activité la plus âgée, suivie par Judith Magre, née en 1926. Cependant la doyenne du cinéma français est Anne Vernon, née en 1924.

### Vie privée
En 1949, pendant le tournage du film Rendez-vous de juillet, Brigitte Auber a une liaison de deux années avec son professeur de danse[réf. souhaitée].

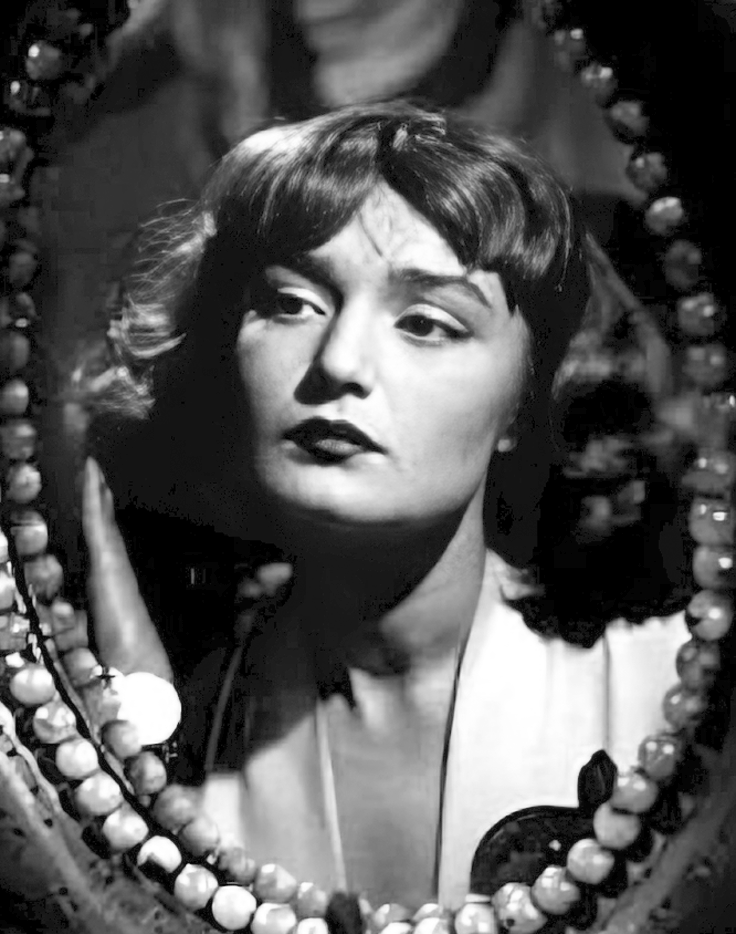
L'actrice en 1949.

En 1957, Brigitte Auber est quelques mois en couple avec Alain Delon : ils vivent ensemble rue du Pré-aux-Clercs, dans le 7e arrondissement de Paris, selon le biographe Bernard Violet ou bien rue des Boulangers dans le 5e arrondissement de Paris selon Brigitte Auber. À l'occasion du Festival de Cannes 1957, Alain Delon descend avec elle sur la Côte d'Azur et s'installe dans la maison qu'elle possède à Saint-Paul-de-Vence.

## Théâtre
- 1950 : George et Margaret de Marc-Gilbert Sauvajon et Jean Wall, mise en scène Jean Wall, théâtre Daunou
- 1951 : Le Rayon des jouets de Jacques Deval, théâtre de la Madeleine
- 1953 : Il était une gare de Jacques Deval, mise en scène Jean Darcante, théâtre de la Renaissance
- 1955 : Zamore de Georges Neveux, mise en scène Henri Soubeyran, théâtre Édouard-VII
- 1955 : Le Système deux de Georges Neveux, mise en scène René Clermont, théâtre Édouard-VII
- 1955 : L’Amour fou ou la Première Surprise d'André Roussin, mise en scène de l'auteur, théâtre de la Madeleine
- 1957 : Les Pigeons de Venise d'Albert Husson, mise en scène Louis Ducreux, théâtre des Célestins, théâtre Michel
- 1958 : La Paix du dimanche de John Osborne, mise en scène Raymond Gérôme, théâtre des Mathurins
- 1959 : Les Choutes de Pierre Barillet et Jean-Pierre Gredy, mise en scène Jean Wall, théâtre des Nouveautés
- 1959 : Une histoire de brigands de Jacques Deval, mise en scène de l'auteur, théâtre des Ambassadeurs
- 1960 : Douce Annabelle d'Audrey Roos et William Roos, mise en scène François Maistre, Enghien-les-Bains
- 1961 : Douce Annabelle d'Audrey Roos et William Roos, mise en scène François Maistre, théâtre de l'Ambigu-Comique
- 1961 : Voulez-vous jouer avec moâ ? de Marcel Achard, mise en scène Henri Soubeyran, Festival de Vaison-la-Romaine
- 1962 : Château en Suède  de Françoise Sagan, mise en scène André Barsacq, théâtre des Célestins
- 1964 : Ballade pour un futur de Felix Lützkendorf, mise en scène Jean-Paul Cisife, théâtre des Mathurins
- 1968 : La Fiancée de l'Europe de Pierre Maudru, mise en scène Jean Darnel, théâtre de la Nature Saint-Jean-de-Luz
- 1969 : Le Boulanger, la Boulangère et le Petit Mitron de Jean Anouilh, mise en scène Jean Anouilh et Roland Piétri, théâtre des Célestins
- 1970 : Ne réveillez pas Madame de Jean Anouilh, mise en scène de l'auteur et Roland Piétri, Comédie des Champs-Élysées

## Filmographie

### Cinéma
- 1946 : Antoine et Antoinette de Jacques Becker : une invitée au mariage
- 1946 : Les Portes de la nuit de Marcel Carné
- 1946 : Adieu chérie de Raymond Bernard
- 1947 : L'Éventail d'Emil-Edwin Reinert
- 1948 : Les amoureux sont seuls au monde d'Henri Decoin : Christine
- 1949 : Rendez-vous de juillet de Jacques Becker : Thérèse Richard
- 1950 : Vendetta en Camargue de Jean Devaivre : Huguette
- 1951 : Sous le ciel de Paris de Julien Duvivier : Denise Lambert
- 1951 : Victor de Claude Heymann : Marianne
- 1952 : L'Amour toujours l'amour de Maurice de Canonge : Anita
- 1953 : Femmes de Paris de Jean Boyer : Gisèle
- 1954 : La Main au collet (To Catch a Thief) d'Alfred Hitchcock : Danielle Foussard
- 1955 : Les Aristocrates de Denys de La Patellière : Daisy de Maubrun
- 1956 : Ce soir les jupons volent de Dimitri Kirsanoff : Blanche
- 1956 : Lorsque l'enfant paraît de Michel Boisrond : Annie Fouquet
- 1957 : Trois pin-up comme ça de Robert Bibal
- 1959 : Mon pote le gitan de François Gir : Odette
- 1970 : Le Cœur fou de Jean-Gabriel Albicocco : Cécile Menessier
- 1982 : Mon curé chez les nudistes de Robert Thomas : Charlotte, la femme d'Antoine
- 1997 : Le Déménagement d'Olivier Doran : Blanche et Rose Colomb
- 1998 : L'Homme au masque de fer de Randall Wallace :  la dame de compagnie de la mère de la reine
- 2019 : La Sainte Famille de Louis-Do de Lencquesaing : Bonne
- 2025 : Forever de Aytl Jensen : Helen Wilcox

### Télévision

#### Téléfilms
- 1964 : L'Écornifleur d'Edmond Tyborowski : Blanche
- 1965 : La Petite Hutte d'André Roussin : Suzanne
- 1998 : Meurtres sans risque de Christiane Spiero : Grand-mère Gallais
- 1999 : Le Secret de Saint-Junien de Christiane Spiero : Hortense
- 2000 : Oncle Paul de Gérard Vergez : la mère de Mireille

#### Séries télévisées
- 1958 : Les Cinq Dernières Minutes, épisode Tableau de Chasse de Claude Loursais : Sylvie Mazères
- 1967 : Au théâtre ce soir : Treize à table de Marc-Gilbert Sauvajon, mise en scène de l'auteur, réalisation Pierre Sabbagh, théâtre Marigny : Véronique
- 1970 : Mauregard, épisode Le Temps des intrigues de Claude de Givray : Françoise adulte
- 1977 : Ne le dites pas avec des roses : Mme Lafoy
- 1991 : Navarro, épisode Un mort sans avenir de Patrick Jamain : Justine Dalray
- 1991 : Quiproquos! : Mme Pasquet
- 1994 : Rocca : Hélène Avranche
- 1996 : Julie Lescaut (saison 5, épisode 2 Crédit Revolver) de Josée Dayan : Mme Soulier
- 2023 : Les Aventures d'Aytl Jensen (saison 2, 5 épisodes) de Aytl Jensen : Tante Suzette